# نادي فجر شهيد سباسي
نادي فجر شهيد سباسي (بالفارسية: باشگاه فوتبال فجر شهید سپاسی شیراز) ، هي أحد أندية كرة القدم الإيرانية، أسست عام 1988م وتقع مقرها في مدينة شيراز.

## وصلة خارجية
- الموقع الرسمي بالفارسية